# Shibazaki Kunihiro
Kunihiro Shibazaki (sinh ngày 1 tháng 4 năm 1985) là một cầu thủ bóng đá người Nhật Bản.

## Sự nghiệp câu lạc bộ
Kunihiro Shibazaki đã từng chơi cho Omiya Ardija và Tochigi SC.